# Prefectura d'Hiroshima
La prefectura d'Hiroshima (japonès: 広島県, Hiroshima-ken) és a la regió de Chūgoku a l'illa de Honshū, Japó. La capital és la ciutat d'Hiroshima. El 1945, al final de la Segona Guerra Mundial, els Estats Units hi van llançar una bomba atòmica.

## Geografia
Hiroshima inclou les següents ciutats:
- Akitakata
- Etajima
- Fuchū
- Fukuyama
- Hatsukaichi
- Higashihiroshima
- Hiroshima
- Kure
- Mihara
- Miyoshi
- Onomichi
- Ōtake
- Shobara
- Takehara

## Demografia
El 2006, la ciutat tenia una població estimada d'1.154.391 habitants, mentre que el total de la població per a l'àrea metropolitana va ser estimada en 2.043.788 l'any 2000. La superfície total de la ciutat és 905,08 km², amb una densitat de 1.275,4 habitants per km².
La població al voltant de 1.910 va ser de 143.000 habitants, abans de la Segona Guerra Mundial, la població d'Hiroshima havia augmentat a 360.000, i van arribar a un màxim de 419.182 habitants el 1942. Arran dels bombardejos atòmics del 1945 per part dels Estats Units, la població es va reduir a 137.197 habitants. El 1955, la població de la ciutat havia tornat als nivells anteriors a la guerra.

## Gastronomia
Hiroshima és coneguda per l'Okonomiyaki, un plat calent que generalment se serveix i cuina davant del client. Els ingredients típics són: ou, col, moyashi, rodanxes de carn de porc/cansalada i altres ingredients opcionals com: maionesa, calamars fregits, polp, formatge, mochi, kimchi, fideus… i una gran porció de salsa per a Okonomiyaki (Carpa Otafuku), encara que els ingredients poden variar en funció de la preferència del client.

## Persones il·lustres
- Atsuyoshi Furuta
- Katsuyuki Kawachi
- Kazuhisa Kono
- Kazuo Imanishi